# Divertissement de Françaix
Pour les articles homonymes, voir Divertissement (homonymie).
Le Divertissement est un trio d'anches pour clarinette, hautbois et basson de Jean Françaix composé en 1947.

## Présentation
Le Divertissement de Jean Françaix est un trio d'anches composé en 1947. Écrit pour hautbois, clarinette et basson, il est dédié au trio André Dupont et créé le 26 janvier 1947 à l'École normale de musique de Paris par le trio d'anches de Paris,. 
L'œuvre, d'une durée moyenne d'exécution de dix minutes environ, est en quatre mouvements,, : 
1. Prélude, mouvement « calme et gracieux[2] », dont la partie centrale « joue sur la rythmique en impliquant les quintolets à tous les étages[4] », puis, attacca :
2. Allegretto assai, mouvement « d'allure désinvolte et enjouée[2] », qui « active un babillage entre hautbois et clarinette, de temps en temps interrompu par un basson qui s'invite dans cette conversation « ailée »[4] » ;
3. Élégie, « dont la mélodie se voit confiée au hautbois[2] », sur un accompagnement en balancement de la clarinette et du hautbois, à 
[4] ;
4. Scherzo, finale « d'esprit dansant, virtuose[2] », dans lequel « les notes s’égrènent dans la clarté, l’équilibre de la structure, dans un jeu très chaloupé, tandis que le basson « caquète », avec ironie, imperturbablement[4] ».

Pour le musicologue François-René Tranchefort, le Divertissement est « remarquablement adapté aux possibilités et qualités de l'école de vents française ».
La partition est publiée par les éditions Schott.

## Discographie sélective
- 20th Century French Wind Trios — Georges Auric (Trio), Joseph Canteloube (Rustiques), Jean Françaix (Divertissement), Jacques Ibert (Cinq Pièces en trio), Darius Milhaud (Suite d'après Corrette ; Pastorale), Paul Pierné (Bucolique variée), Alexandre Tansman (Suite pour trio d'anches)  — The Chicago Chamber Musicians, Cedille Records CDR 90000 040, 1998.
- Trios d'anches — Georges Auric, Jacques Ibert, Darius Milhaud, Jean Françaix, Henri Tomasi, Florent Schmitt (À tour d'anches) — François Meyer (hautbois), Paul Meyer (clarinette), Gilbert Audin (basson), RCA Red Seal 74321 690852, 1999.
- Jean Françaix: Quintets, Quartet, Divertissement, Bergen Woodwind Quintet, BIS Records SACD-2008, 2012[5].
- enchantée — Henri Tomasi, Eugène Bozza, Jean Françaix, Thomas Heinisch (de), Helmut Hödl — Trio Mignon Wien, Gramola 99190, 2018.